# Sheraton Grand Krakow

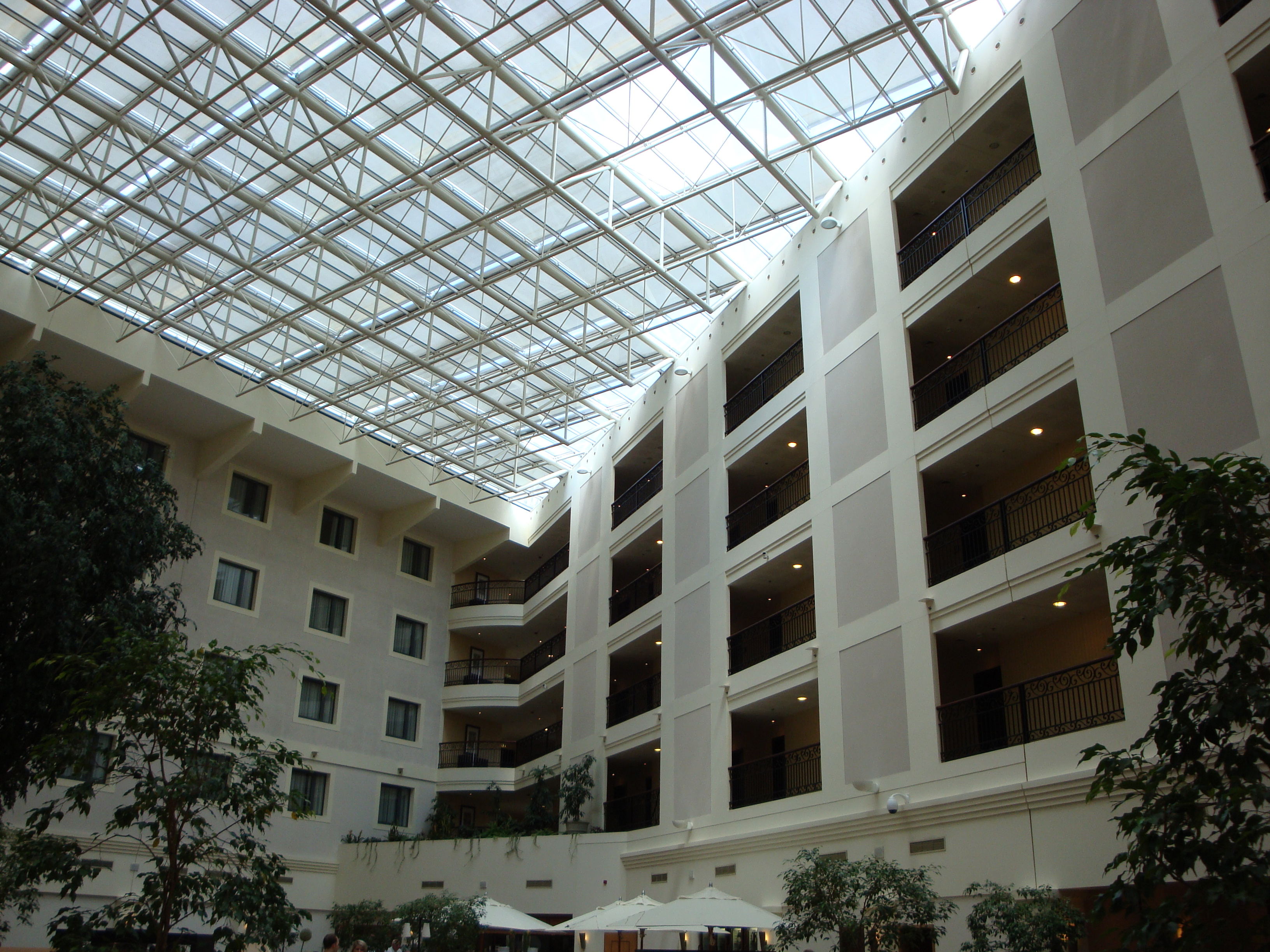
Atrialne lobby Hotelu Sheraton w Krakowie

Sheraton Grand Krakow – hotel znajdujący się w Krakowie w dzielnicy I Stare Miasto przy ulicy Powiśle 7, na Nowym Świecie, należący do sieci hotelowej Sheraton.
Został wybudowany na miejscu wyburzonego w atmosferze skandalu, zabytkowego Browaru Królewskiego. Budynek hotelu został zwycięzcą w plebiscycie Archi-Szopa 2004 dla najgorszego nowego obiektu architektonicznego Krakowa a zaprojektowany został przez belgijską pracownię projektową. 
Hotel oferuje gościom 232 pokoje (w tym 8 apartamentów). Sheraton Grand Krakow, to pierwszy w Polsce hotel wyróżniony ze względu na wyjątkową lokalizację oraz jakość usług.

## Źródło
- Archi-Szopa historia zniszczenia zabytku